# Chino XL
Derek Keith Barbosa (Bronx, 8 de abril de 1974 - 28 de julio del 2024), más conocido como Chino XL, fue un rapero  y actor estadounidense de ascendencia puertorriqueña. 

## Biografía
Barbosa fue sobrino de Bernie Worrell de Parliament. Era conocido por su estilo técnico realizado, en punchlines y el uso de símilitudes múltiples, metáforas y juegos de palabras. Fue miembro del MENSA. Colaboró en varios proyectos con algunos de los artistas más conocidos del hip hop.
Además de la música, el gerente de talento de Hollywood Castro Stacey, le ayudó a forjar una carrera como actor, apareciendo en varias películas y haciendo apariciones como invitado central de la comedia Reno 911! y la serie de CBS, CSI: Miami. Ha participado en películas con Kate Hudson, Luke Wilson y Rob Reiner y tuvo un debut como solista en el Festival de Cine Sundance de Robert Redford